# ACT 2 ROOM 11011
『ACT 2 ROOM 11011』（アクト・ツー・ルーム・ワン・ワン・オー・ワン・ワン）は、障子久美6作目のアルバム。1995年12月9日に日本コロムビアから発売。2001年11月21日にR盤で再発売、2009年1月26日にオンデマンドCDで再発売された。

## 収録曲
全曲　作詞・作曲：障子久美　編曲：レックス・サラス/障子久美（特記以外）
1. reminiscences-Interlude-　（編曲：障子久美）
2. ONE AND ONLY LOVE　（編曲：鳥山雄司/障子久美）
3. EVERY DAY AND NIGHT OF THE WEEK
4. 愛をください
5. SHOW ME THE WAY
6. WILL YOU MARRY ME?　（編曲：障子久美）
7. BLUE MOONSHINE
8. あなたがいるから　（編曲：佐藤博）
9. happy? Happy!　（編曲：岸利至/障子久美）
10. VICTIM
11. 二幕目は永遠の…